# 行橋市
行橋市（ゆくはしし）は、福岡県東部にある市。旧豊前国かつ旧小倉藩。

## 地理

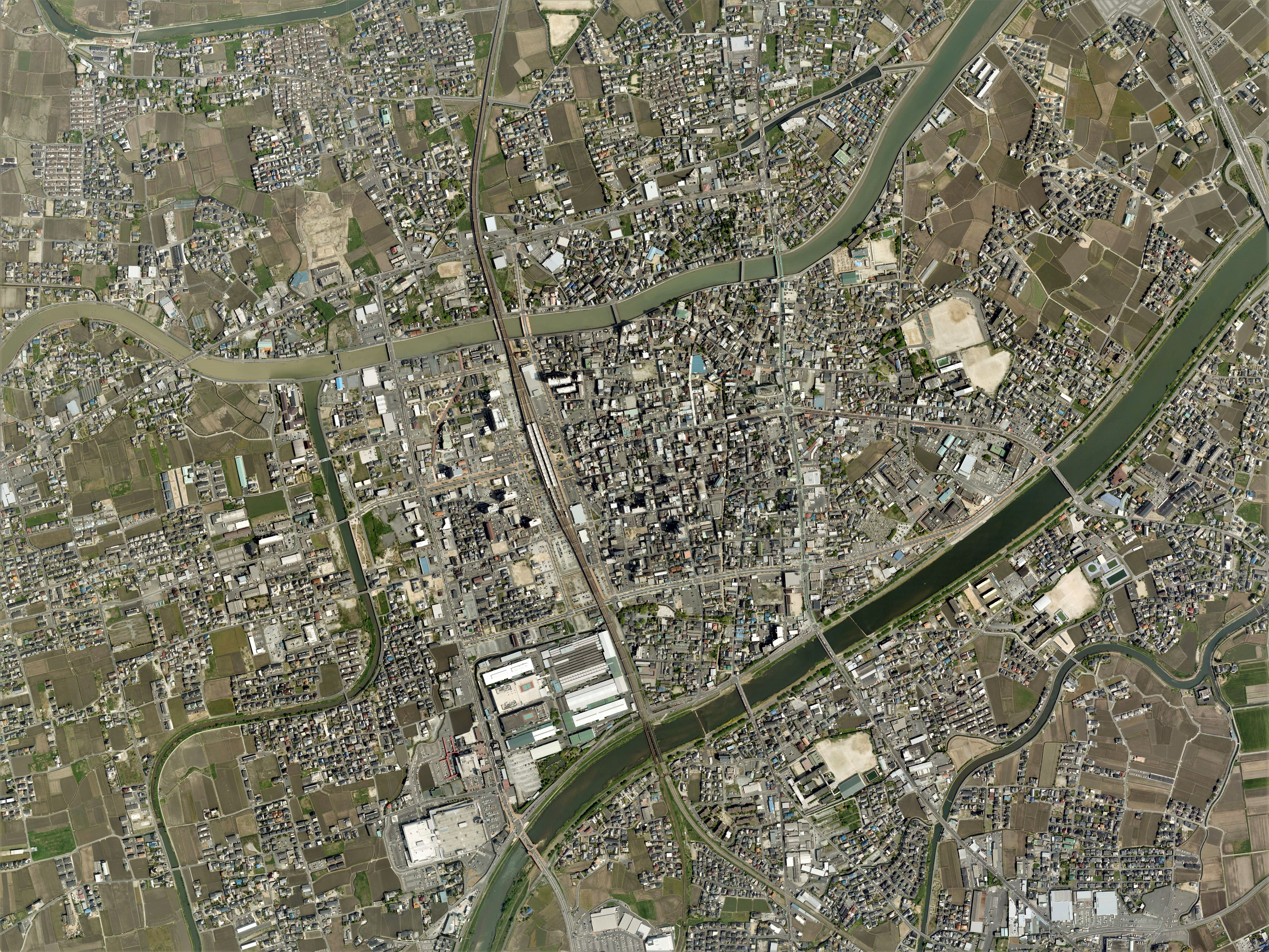
行橋市中心部周辺の空中写真。
2009年4月30日撮影の14枚を合成作成。。

福岡県東部に位置し、北九州市から南南東25km、大分県中津市から北西25kmの場所に位置する京築地域の中心都市である。市制施行前は京都郡に属していた。
行橋駅前を中心に市街地を形成しており、この東側には住宅や行橋駅前通りの沿道には商店等が集中している。近年は、北九州市のベッドタウン化が進み、駅の西側には大型ショッピングセンターやマンション等が多く建設されている。ベッドタウン化によって市制当初（1955年）の人口は4万人程であったが、2005年の国勢調査で人口が7万人を突破し、現在でも人口は増加傾向にある。その他に、新田原駅周辺にも市街地が形成されており、稲童地区には工業団地が整備されている。市域南西部では住宅は少なく、ほとんど水田地帯であり、この地域では農業が盛んである。
2006年（平成18年）3月16日には近隣の北九州市・苅田町にまたがって北九州空港が開港、2014年（平成26年）3月23日に市街地の西側にある東九州自動車道・行橋ICが国道201号（現道・バイパス）に接続した。また、行橋市には東九州自動車道・今川PAと今川スマートICもある。

### 地形
市域の東側には周防灘があり、そこに市を東西に貫く3本の川二級河川の今川、長峡川、祓川が流れ込んでいる。
また市域のほとんどが平野部（京都平野）で山地は少なく、山地は南西部のみやこ町と隣接する地域と、北東部北九州市と隣接する一部地域に存在する程度である。カルスト台地で有名な平尾台の麓に位置する。
市内中心部を流れる今川河畔は遊歩道として整備されており、春には川沿いに植えられた桜が満開となり、8月には夏祭り「こすもっぺ」の会場となる。

### 気候
気候は、瀬戸内海式気候で温暖であるが、冬場は日本海側気候の影響も出てくるため、玄界灘沿岸部ほどではないが、曇が多い天気が多く、雨・雪が降る日もある。一冬に数回程度の積雪に見舞われることもあるが、降水量は九州地方の中でも少ない地域であるため、年間を通して晴天に恵まれる機会が多い。
| 行橋（1991年 - 2020年）の気候      | 行橋（1991年 - 2020年）の気候 | 行橋（1991年 - 2020年）の気候 | 行橋（1991年 - 2020年）の気候 | 行橋（1991年 - 2020年）の気候 | 行橋（1991年 - 2020年）の気候 | 行橋（1991年 - 2020年）の気候 | 行橋（1991年 - 2020年）の気候 | 行橋（1991年 - 2020年）の気候 | 行橋（1991年 - 2020年）の気候 | 行橋（1991年 - 2020年）の気候 | 行橋（1991年 - 2020年）の気候 | 行橋（1991年 - 2020年）の気候 | 行橋（1991年 - 2020年）の気候 |
| 月                                 | 1月                           | 2月                           | 3月                           | 4月                           | 5月                           | 6月                           | 7月                           | 8月                           | 9月                           | 10月                          | 11月                          | 12月                          | 年                            |
| ---------------------------------- | ----------------------------- | ----------------------------- | ----------------------------- | ----------------------------- | ----------------------------- | ----------------------------- | ----------------------------- | ----------------------------- | ----------------------------- | ----------------------------- | ----------------------------- | ----------------------------- | ----------------------------- |
| 最高気温記録 °C （°F）             | 20.1 (68.2)                   | 22.6 (72.7)                   | 26.5 (79.7)                   | 29.8 (85.6)                   | 32.2 (90)                     | 35.3 (95.5)                   | 37.6 (99.7)                   | 38.5 (101.3)                  | 35.8 (96.4)                   | 31.3 (88.3)                   | 26.8 (80.2)                   | 25.5 (77.9)                   | 38.5 (101.3)                  |
| 平均最高気温 °C （°F）             | 9.6 (49.3)                    | 10.5 (50.9)                   | 14.0 (57.2)                   | 19.1 (66.4)                   | 23.8 (74.8)                   | 26.5 (79.7)                   | 30.4 (86.7)                   | 31.6 (88.9)                   | 28.0 (82.4)                   | 23.0 (73.4)                   | 17.4 (63.3)                   | 12.0 (53.6)                   | 20.5 (68.9)                   |
| 日平均気温 °C （°F）               | 5.3 (41.5)                    | 5.9 (42.6)                    | 9.2 (48.6)                    | 13.9 (57)                     | 18.8 (65.8)                   | 22.4 (72.3)                   | 26.4 (79.5)                   | 27.3 (81.1)                   | 23.6 (74.5)                   | 18.1 (64.6)                   | 12.4 (54.3)                   | 7.4 (45.3)                    | 15.9 (60.6)                   |
| 平均最低気温 °C （°F）             | 1.3 (34.3)                    | 1.5 (34.7)                    | 4.4 (39.9)                    | 8.9 (48)                      | 14.0 (57.2)                   | 18.9 (66)                     | 23.1 (73.6)                   | 23.8 (74.8)                   | 19.8 (67.6)                   | 13.6 (56.5)                   | 7.7 (45.9)                    | 3.0 (37.4)                    | 11.6 (52.9)                   |
| 最低気温記録 °C （°F）             | −6.1 (21)                     | −8.1 (17.4)                   | −5.0 (23)                     | −1.8 (28.8)                   | 2.6 (36.7)                    | 7.5 (45.5)                    | 14.7 (58.5)                   | 16.7 (62.1)                   | 7.3 (45.1)                    | 1.9 (35.4)                    | −1.3 (29.7)                   | −3.8 (25.2)                   | −8.1 (17.4)                   |
| 降水量 mm （inch）                 | 74.0 (2.913)                  | 79.2 (3.118)                  | 118.8 (4.677)                 | 141.3 (5.563)                 | 160.1 (6.303)                 | 309.0 (12.165)                | 343.5 (13.524)                | 159.6 (6.283)                 | 165.9 (6.531)                 | 94.6 (3.724)                  | 82.3 (3.24)                   | 65.0 (2.559)                  | 1,793.1 (70.594)              |
| 平均降水日数 （≥1.0 mm）           | 9.8                           | 9.4                           | 10.9                          | 10.1                          | 9.0                           | 12.5                          | 12.3                          | 9.5                           | 9.7                           | 6.4                           | 8.3                           | 9.1                           | 116.9                         |
| 平均月間日照時間                   | 119.6                         | 130.7                         | 166.2                         | 190.9                         | 207.3                         | 143.1                         | 178.6                         | 208.0                         | 161.4                         | 175.6                         | 144.2                         | 124.5                         | 1,950.2                       |
| 出典1：Japan Meteorological Agency |                               |                               |                               |                               |                               |                               |                               |                               |                               |                               |                               |                               |                               |
| 出典2：気象庁                      |                               |                               |                               |                               |                               |                               |                               |                               |                               |                               |                               |                               |                               |

### 生活・経済圏
北九州市中心部から約25kmと比較的近い事から、昔から経済面、文化面などで北九州市との結びつきが強く、北九州市への通勤通学圏内である。北九州都市圏の10%通勤圏に属しており、特に小倉北区と小倉南区、苅田町への通勤通学人口が多い。また市内中心部には公立高校が2校あるため、京築地域全域からも多くの高校生が通学している。
また古来より田川地区との交流も盛んであり、行橋市と田川市の中間地点にある仲哀峠（現・国道201号新仲哀トンネル）は1日の交通量が2万台を越えるなど交通の要所となっている。他にも行橋駅と田川伊田駅を結ぶ平成筑豊鉄道田川線が今川に沿って伸びており、近代では筑豊地域の石炭を苅田港へ搬送する役割を担っていた。

### 隣接する自治体・行政区
- 北九州市（小倉南区）
- 京都郡
  - 苅田町
  - みやこ町
- 築上郡
  - 築上町

### 人口
| 行橋市（に相当する地域）の人口の推移 \| 1970年（昭和45年） \| 47,843人 \| \| \| 1975年（昭和50年） \| 53,750人 \| \| \| 1980年（昭和55年） \| 61,838人 \| \| \| 1985年（昭和60年） \| 65,527人 \| \| \| 1990年（平成2年） \| 65,711人 \| \| \| 1995年（平成7年） \| 67,833人 \| \| \| 2000年（平成12年） \| 69,737人 \| \| \| 2005年（平成17年） \| 70,070人 \| \| \| 2010年（平成22年） \| 70,468人 \| \| \| 2015年（平成27年） \| 70,586人 \| \| \| 2020年（令和2年） \| 71,426人 \| \| |          |  |
| 総務省統計局 国勢調査より |          |  |
| 1970年（昭和45年） | 47,843人 |  |
| 1975年（昭和50年） | 53,750人 |  |
| 1980年（昭和55年） | 61,838人 |  |
| 1985年（昭和60年） | 65,527人 |  |
| 1990年（平成2年） | 65,711人 |  |
| 1995年（平成7年） | 67,833人 |  |
| 2000年（平成12年） | 69,737人 |  |
| 2005年（平成17年） | 70,070人 |  |
| 2010年（平成22年） | 70,468人 |  |
| 2015年（平成27年） | 70,586人 |  |
| 2020年（令和2年） | 71,426人 |  |

## 歴史
7世紀ごろ、アジア大陸からの攻撃を防ぐために御所ヶ岳、馬ヶ岳周辺に山城が築かれ、約3kmにかけて城壁が設けられたとされる。現在でも良い状態で城壁は残されており、御所ヶ谷神籠石として国の史跡に指定されている。しかし、学説では多くの議論がなされているが、未だに不明な点が多く残されている。
1889年（明治22年）4月1日、町村制施行により、京都郡行事村と仲津郡大橋村・宮市村の区域をもって、行橋市の前身である行橋町が発足した。町名の由来は行事村の「行」と大橋村の「橋」の字を合わせて「行橋」と命名したもの。
江戸時代には中津街道（国道10号沿い）の宿場町として発展した。明治時代以降は京築地域の中心都市として現在に至る。筑豊地方にも近いことから、1960年代以前は筑豊炭田から国道201号、日本国有鉄道（現・平成筑豊鉄道）田川線を利用して石炭が輸送され、行橋市経由で苅田町の苅田港に輸送していた。

### 沿革
- 1954年（昭和29年）10月10日 - 京都郡行橋町・泉村・今川村・今元村・椿市村・仲津村・延永村・稗田村・蓑島村が新設合併し、行橋市が発足。
- 1955年（昭和30年）3月1日 - 祓郷村の一部を編入。
- 1979年（昭和54年）6月30日 - 梅雨前線による豪雨のため長峡川などが氾濫。市内1万戸以上が床上・床下浸水[2]。
- 1988年（昭和63年）3月13日 - 南行橋駅が開設される。
- 1991年（平成3年）- 国道10号（行橋バイパス）が開通する。
- 2014年（平成26年）- 3月23日 - 東九州自動車道、行橋ICが開通する。

### 市町村合併
当初は京都郡犀川町・勝山町・豊津町及び築上郡椎田町・築城町と共に2001年頃から合併協議を進めていたが、2003年（平成15年）11月に築城町議会で豊築1市2町合併協議会設置案（2005年3月解散）が可決され、築城町が協議会を離脱し、合併協議会は同年12月に解散した。なお椎田町と築城町の2町は対等合併して2006年（平成18年）1月10日に築上町となった。
その後犀川町・勝山町・豊津町で合併勉強会を立ち上げるが、議員定数を巡り意見が折り合わず、この合併勉強会も解散した。この3町は対等合併して2006年3月20日、みやこ町となった。

### 歴代市長
| 代    | 氏名     | 就任年月日     | 退任年月日    | 備考                               |
| ----- | -------- | -------------- | ------------- | ---------------------------------- |
| 初-3  | 末松實蔵 | 1954年10月30日 | 1966年3月13日 |                                    |
| 4-6   | 金子忠   | 1966年4月25日  | 1976年5月13日 | 不信任決議可決後、議会を解散し辞職 |
| 7-10  | 堀助男   | 1976年6月27日  | 1990年2月20日 |                                    |
| 11-13 | 柏木武美 | 1990年3月18日  | 2002年3月17日 |                                    |
| 14-16 | 八並康一 | 2002年3月18日  | 2014年3月17日 |                                    |
| 17-18 | 田中純   | 2014年3月18日  | 2022年3月17日 |                                    |
| 19    | 工藤政宏 | 2022年3月18日  | 現職          |                                    |

- 出典は行橋市公式サイト[4]。

## 行政

### 市長
- 工藤政宏（1期目）
- 任期：2026年3月17日

### 市議会
- 定数：20人
- 任期：2028年4月22日

### 消防
- 行橋市消防本部

### 警察
- 福岡県警察行橋警察署
  - 行橋駅前交番
  - 新田原交番
  - 椿市駐在所
  - 今元駐在所
  - 稗田駐在所

### 公共施設

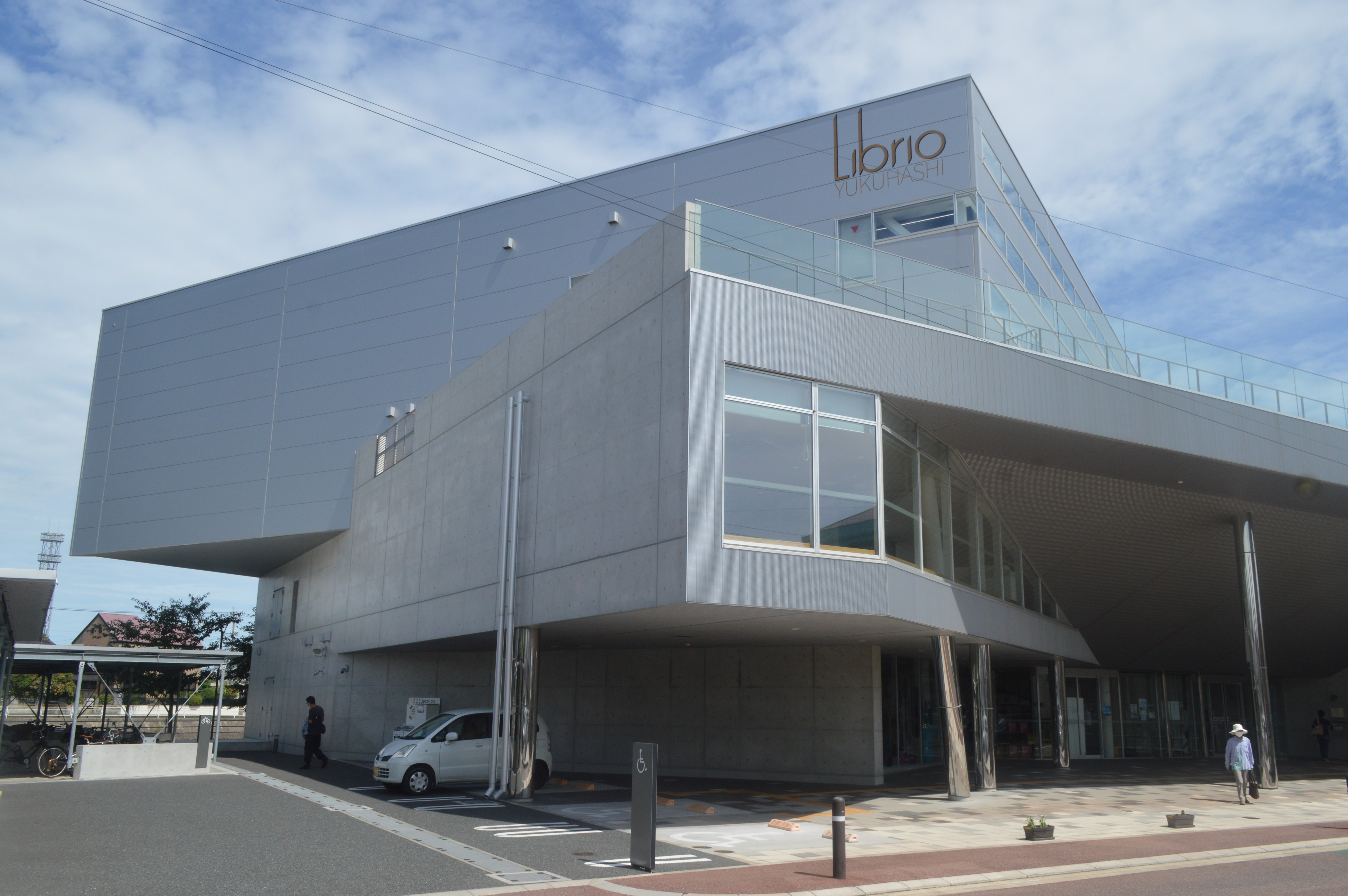
リブリオ行橋

- リブリオ行橋（行橋市図書館等複合施設） - 2020年（令和2年）4月開業。行橋市図書館が入る。
- コスメイト行橋 - かつて行橋市図書館が入っていた。
- 行橋市民会館
- 行橋市総合公園
- 行橋市民体育館
- 行橋市武道館
- 行橋市弓道場
- 中山グラウンド
- 市民プール
- ウイズ行橋 - 児童・高齢者・障害者福祉施設

### 選挙区
- 衆議院議員総選挙の小選挙区は福岡県第11区。
- 福岡県議会の選挙区は行橋市選挙区に属す。

### 国防
- 防衛省航空自衛隊築城基地（築上町と隣接）
- 防衛省航空自衛隊航空総隊西部航空方面隊第8航空団

## 教育
市内に大学、特別支援学校はない。

### 幼稚園
- 行橋カトリック幼稚園
- 行橋きらきら星幼稚園
- もんじゅ幼稚園
- 第二もんじゅ幼稚園
- みずほ幼稚園
- のぎく幼稚園

### 認可保育施設
現在、市内に公立認可保育施設は設置されていない。
認可保育園
- 大橋保育園
- いずみ保育園
- 行橋保育園
- 真光院保育園
- 浄喜寺保育園
- かざぐるま保育園
- 行事保育園

認定こども園
- 認定こども園コスモス
- 認定こども園ときいろ
- むつみ保育園
- おおぞら認定こども園
- みのりこども園

小規模保育事業所A型
- めばえ
- おおぞら ぱれっと
- にしみやいち保育園
- はぴねす保育園
- 小さな星の保育園
- ショコラ

院内保育施設
- 行橋記念病院保育所

届出施設
- ベビーホームAngel
- なかよし託児園
- 野菊ワイワイキッズ

### 小学校
- 行橋市立行橋小学校
- 行橋市立行橋南小学校
- 行橋市立行橋北小学校
- 行橋市立今元小学校
- 行橋市立泉小学校
- 行橋市立今川小学校
- 行橋市立延永小学校
- 行橋市立椿市小学校
- 行橋市立仲津小学校
- 行橋市立蓑島小学校
- 行橋市立稗田小学校

### 中学校
- 行橋市立行橋中学校
- 行橋市立泉中学校
- 行橋市立今元中学校
- 行橋市立中京中学校
- 行橋市立長峡中学校
- 行橋市立仲津中学校

### 高等学校
- 福岡県立京都高等学校
- 福岡県立行橋高等学校

### 専門学校
- 京都医師会看護高等専修学校

## 地名
旧・行橋町域
- 宮市

旧・泉村域
- 福原

旧・今川村域
- 天生田
- 大野井
- 宝山
- 寺畔
- 矢留
- 流末

旧・今元村域
- 今井
- 金屋
- 沓尾
- 津留
- 真菰
- 元永

旧・椿市村域
- 下崎
- 須磨園
- 高来
- 常松
- 徳永
- 長尾
- 入覚
- 福丸
- 矢山

旧・仲津村域
- 稲童
- 高瀬
- 辻垣
- 道場寺
- 長井
- 馬場
- 松原

旧・延永村域
- 長木
- 上津熊
- 草野
- 下津熊
- 長音寺
- 中津熊
- 延永
- 二塚
- 吉国

旧・祓郷村域
- 草場
- 東徳永
- 袋迫

旧・稗田村域
- 上稗田
- 下稗田
- 大谷
- 上検地
- 下検地
- 津積
- 中川
- 西谷
- 前田

旧・簑島村域
- 蓑島

住居表示時に新設
- 大橋1丁目～3丁目(1980年、大橋・行事・宮市より発足)
- 神田町(1980年、大橋より発足)
- 中央1丁目～3丁目(1980年、大橋・宮市より発足)
- 宮市町(1980年、大橋・宮市より発足)
- 門樋町(1980年、大橋より発足)
- 行事1丁目～8丁目(1981年、行事・草野より発足)
- 西宮市1丁目～5丁目(1981年、大橋・宮市・大野井・下津熊・中津熊より発足)
- 南大橋1丁目～6丁目(1982年、大橋・金屋・崎野より発足)
- 泉中央1丁目～8丁目(1983年、崎野・小犬丸・長江・福富・福原・竹田・羽根木・平島・柳井田・竹並より発足)
- 北泉1丁目～5丁目(1983年、羽根木・金屋・小犬丸・今井・崎野・竹田・平島より発足)
- 西泉1丁目～7丁目(1983年、崎野・長江・福富・福原・寺畔より発足)
- 東泉1丁目～5丁目(1983年、竹田・平島・柳井田・草場より発足)
- 東大橋1丁目～6丁目(1983年、大橋より発足)
- 南泉1丁目～7丁目(1983年、福原・福富・矢留・竹並・柳井田・草場より発足)
- 内ノ蔵(北九州市小倉南区新道寺の一部を編入。年不詳)
- 千仏(北九州市小倉南区新道寺の一部を編入。年不詳)

住居表示時に廃止
- 大橋(旧・行橋町域)
- 行事(旧・行橋町域)
- 小犬丸(旧・泉村域)
- 崎野(旧・泉村域)
- 竹田(旧・泉村域)
- 竹並(旧・泉村域)
- 長江(旧・泉村域)
- 羽根木(旧・泉村域)
- 平島(旧・泉村域)
- 福富(旧・泉村域)
- 柳井田(旧・泉村域)

## 経済・産業

### 農業
市域南部の新田原駅周辺は県内有数のナシ、モモ、イチジクなどの果物の生産が盛んであり、新田原地域の国道10号線沿いには果物の直売所も点在している。

### 漁業

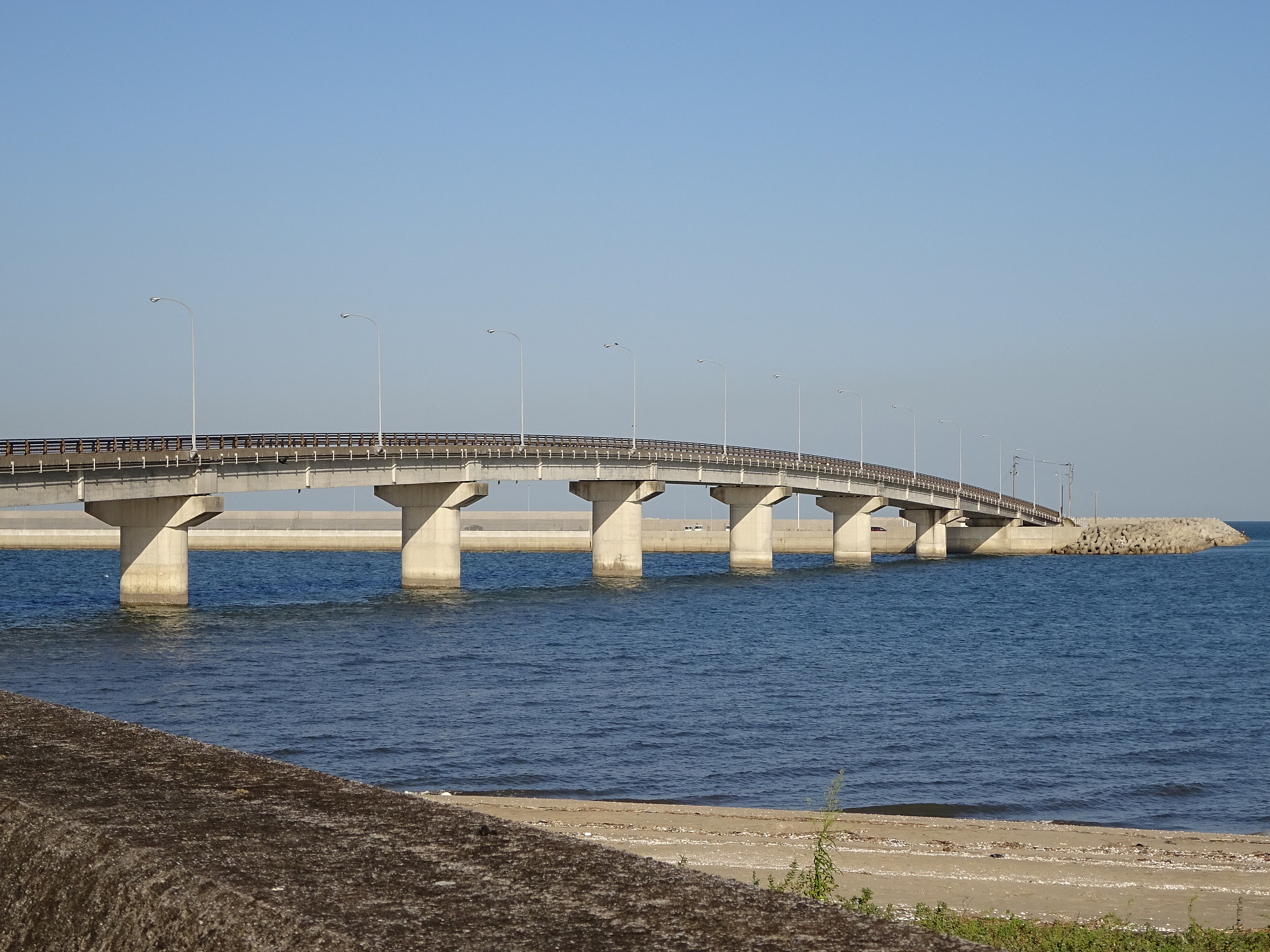
島式漁港に架かる「長寿大橋」

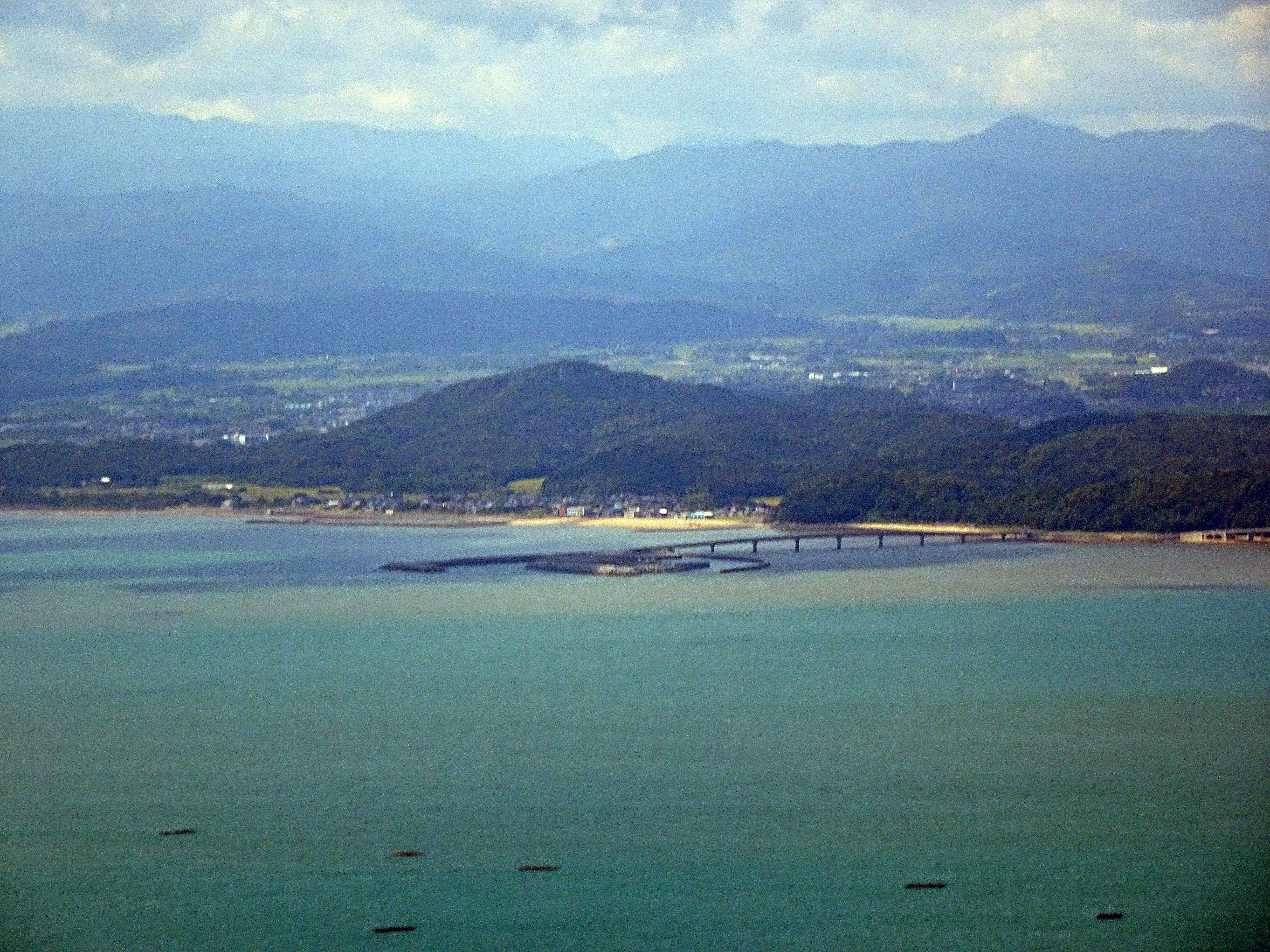
沓尾長井漁港島を空撮

周防灘に面している行橋市は漁業も盛んで、シャコやワタリガニ（この地域ではガザミと呼ぶ）などがよく知られており、また、蓑島地区と稲童地区はカキの養殖を行っており、一般人も直売所で買うことができる（冬場のみ）。その他にアサリやマテガイ、キヌ貝などの海産物の産地であるため、春先から初夏にかけては潮干狩り（有料500円）で賑わっている。
なお、沓尾漁港は干満の影響で出漁に制約があり、長井漁港は漂砂・流砂のため埋没化が進んだため、2002年に沓尾と長井の両集落の中間位置に埋立による人工島を設け、沓尾長井漁港として統合された。本土とは長寿大橋で結ばれる。
- 蓑島漁港
- 沓尾長井漁港（島式漁港）
- 稲童漁港

### 工業
新田原にはローム福岡本社工場が立地しており、稲童地区には工業団地が整備されている。
- 福岡本社工場
- 安川電機行橋工場
- 岡野バルブ行橋工場

### 商業

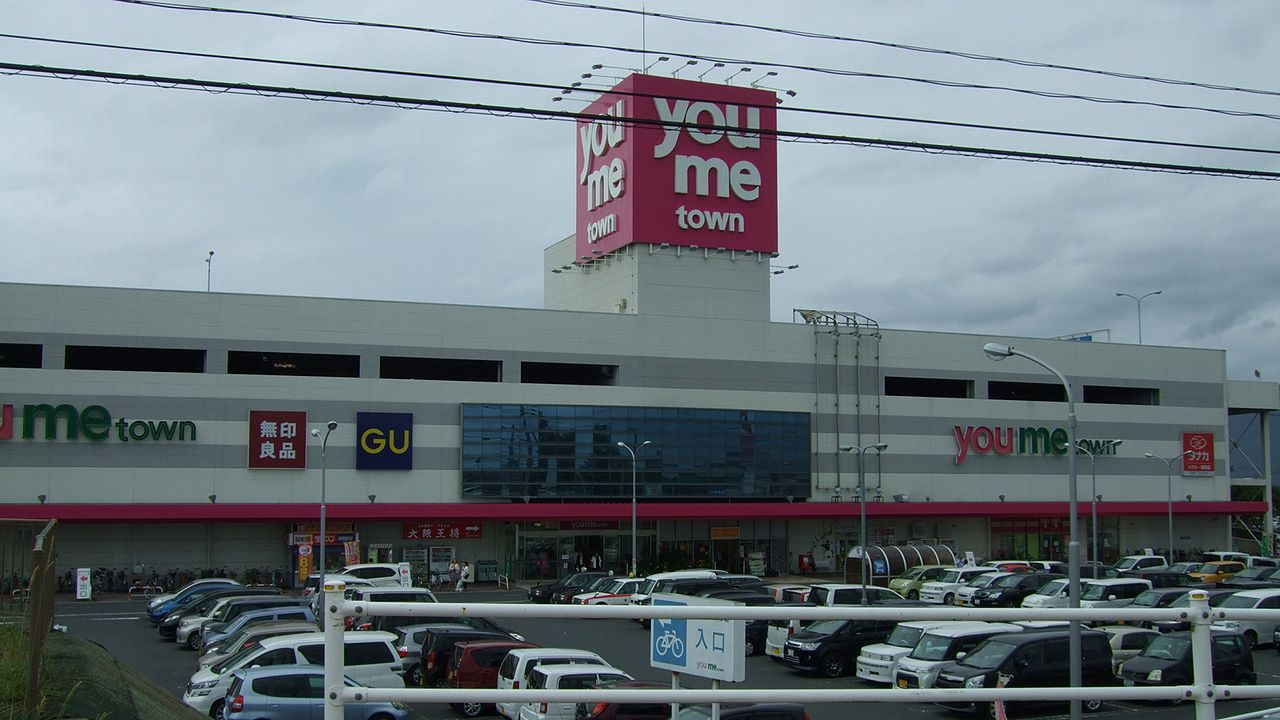
ゆめタウン行橋

行橋駅東側は、京築地域屈指の商業地であり行橋駅前通り、えびす通り商店街には多くの商店が軒を連ねる。市街地を南北に縦断する福岡県道28号、行事付近の国道201号沿いには、商業施設・主要な金融機関が揃っており、隣接する京都郡（苅田町・みやこ町）、築上郡西部（築上町）との経済的結びつきが強い。1990年頃からは行橋丸和サンパル、ゆめタウン行橋、コスタ行橋などの郊外型ショッピングセンターの進出が進み、行橋駅前通り・えびす通り商店街は衰退しており、中心部が空洞化するドーナツ化現象も進んでいる。しかし、行橋駅前再開発により1999年（平成11年）に行橋駅が高架駅となり、駅東側には商業施設の進出が進んでいる。さらに2003年（平成15年）には駅高架下にフレスタゆくはし(現・えきまち一丁目)が開業したため、駅前東口を中心に活気を取り戻しているが、駅前商店街の衰退は依然として進んでいる。
一方で駅西側の安川通りには、前述のゆめタウン行橋等を始めとする大型駐車場を備えたロードサイド店舗の集積が進んでおり、郊外型の新たな商業エリアを形成している。
- ゆめタウン行橋
- ゆめタウン南行橋
- ベスト電器行橋店
- エディオン行橋店
- ナフコ行橋店
- コメリ吉国店
- COSTA行橋
  - TSUTAYA行橋店
  - ワンダーグー行橋店
  - ヤマダデンキテックランド行橋店
  - グッデイ行橋店
  - ハローデイ行橋店
  - 楽市楽座行橋店
  - フタタ行橋店
  - シューズ愛ランド行橋コスタ店
  - ザ・ダイソーCOSTA行橋店
  - サンドラッグCOSTA行橋店
  - ヒマラヤ行橋店
  - カレーハウスCOCO壱番屋COSTA行橋店
  - ドン・キホーテコスタ行橋店
  - セカンドストリート行橋店
  - アベイルCOSTA行橋店

### 金融機関
- 福岡銀行 行橋支店
- 西日本シティ銀行 行橋支店、ゆめタウン行橋出張所
- 北九州銀行 行橋支店
- 福岡中央銀行 行橋支店
- 福岡ひびき信用金庫 行橋支店
- 九州労働金庫 行橋支店

### 特産品
- 果物栽培（新田原地域） - イチジク、モモ、ナシなど
- カキ（蓑島地区・稲童地区）
- アサリ（周防灘側）
- マテガイ

### 医療機関
- 行橋京都休日・夜間急患センター
- 新田原聖母病院
- 新行橋病院
- 行橋中央病院
- 行橋記念病院
- 行橋厚生病院
- 大原病院

## 交通
北九州・中津方面には国道10号が南北に延びており、市内から北九州市中心部までは車で約30分。中津市までは車で約40分である。筑豊・福岡方面には国道201号が延びているため、田川市まで車で約50分である。2014年（平成26年）3月23日に東九州自動車道の苅田北九州空港IC-行橋IC間、同年12月13日には行橋IC-今川PA/SIC-みやこ豊津IC間が開通した。
また日豊本線、JR行橋駅から北九州市小倉駅までは普通列車で約30分、快速列車で約20～25分前後で、特急列車では約15分である。また行橋駅から平成筑豊鉄道で田川市、みやこ町犀川方面へ行くことも可能である。

### 空港
北九州空港（北九州市・苅田町）が最寄り、車で約15分。

### 鉄道
- 中心となる駅：行橋駅

九州旅客鉄道（JR九州）
- 日豊本線
  - 行橋駅 - 南行橋駅 - 新田原駅

平成筑豊鉄道
- 田川線

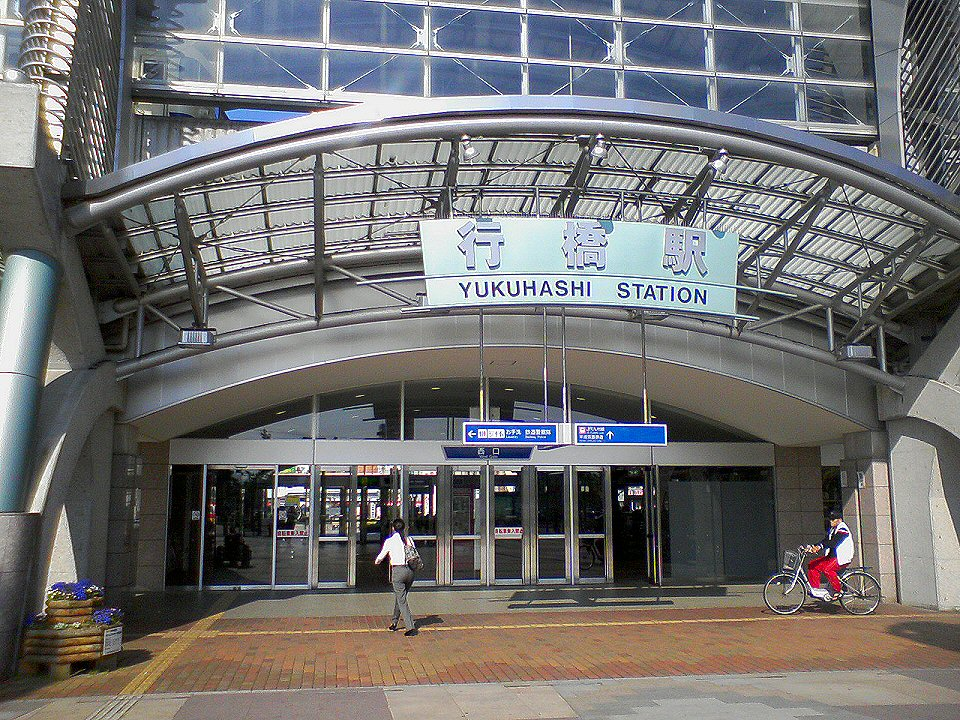
行橋駅

  - 行橋駅 - 令和コスタ行橋駅 - 美夜古泉駅 - 今川河童駅 - 豊津駅

### バス
かつては市内各地を西鉄バスが運行していたが2000年代に大半の路線を廃止し、地元のタクシー・貸切バス事業者である太陽交通が路線を引き継ぎ運行している。現在、西鉄グループの西鉄バス北九州が北九州市南部と行橋市を結ぶ一般路線バス1路線と、福岡市と行橋市をそれぞれ結ぶ高速バス2路線を運行している。
- 太陽交通
  - 行橋市内
  - 行橋市 - みやこ町勝山方面
  - 行橋市 - みやこ町豊津方面
  - 行橋市 - みやこ町 - 香春町方面
  - 行橋市 - 築上町築城方面
  - 行橋市 - 苅田町方面
- 西鉄バス北九州
  - 北九州市（小倉南区） - 苅田町 - 行橋市
  - 福岡 - 行橋高速バス：福岡市 - 北九州市（小倉南区） - 苅田町 - 行橋市

### 道路

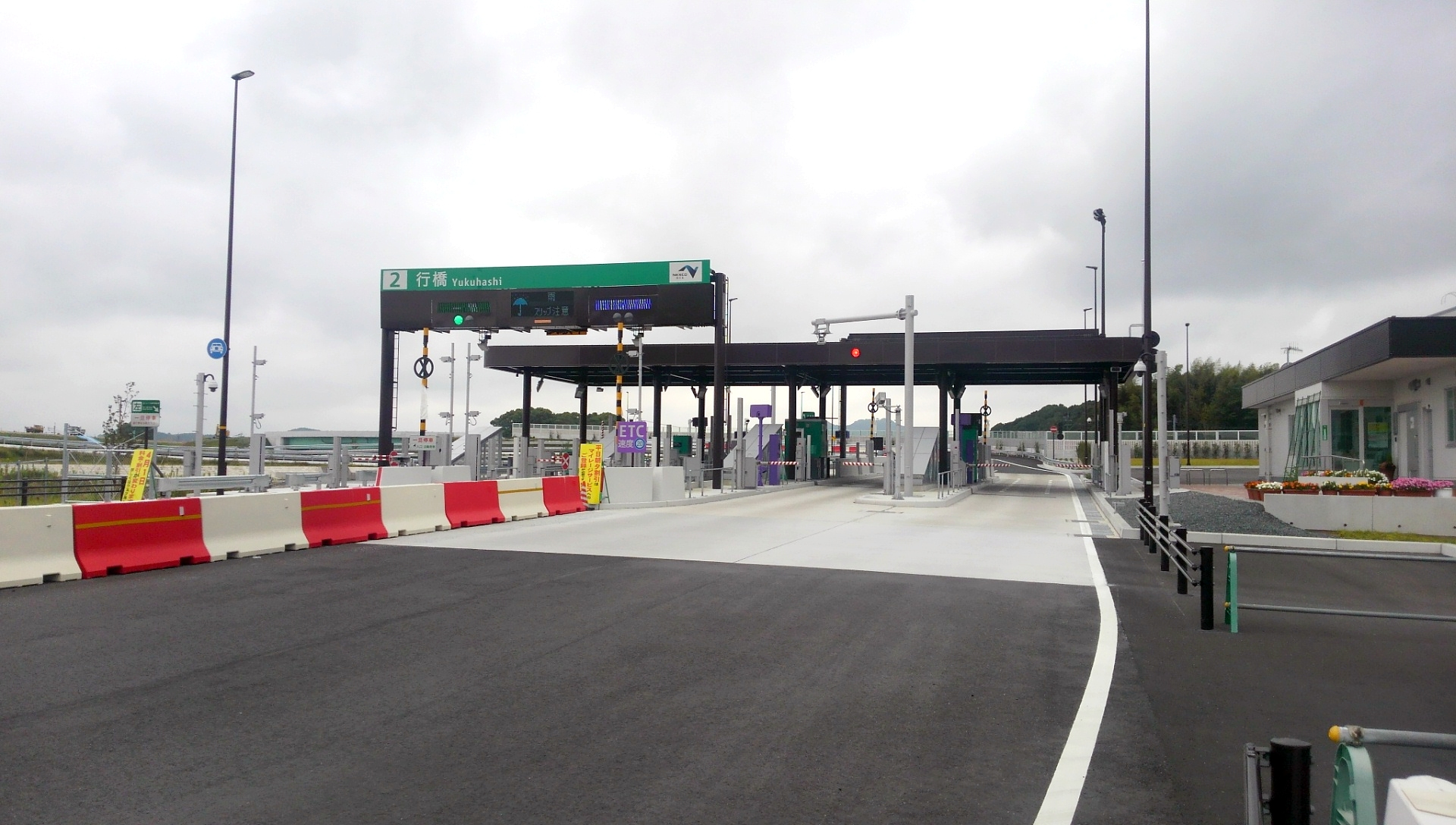
行橋インターチェンジ

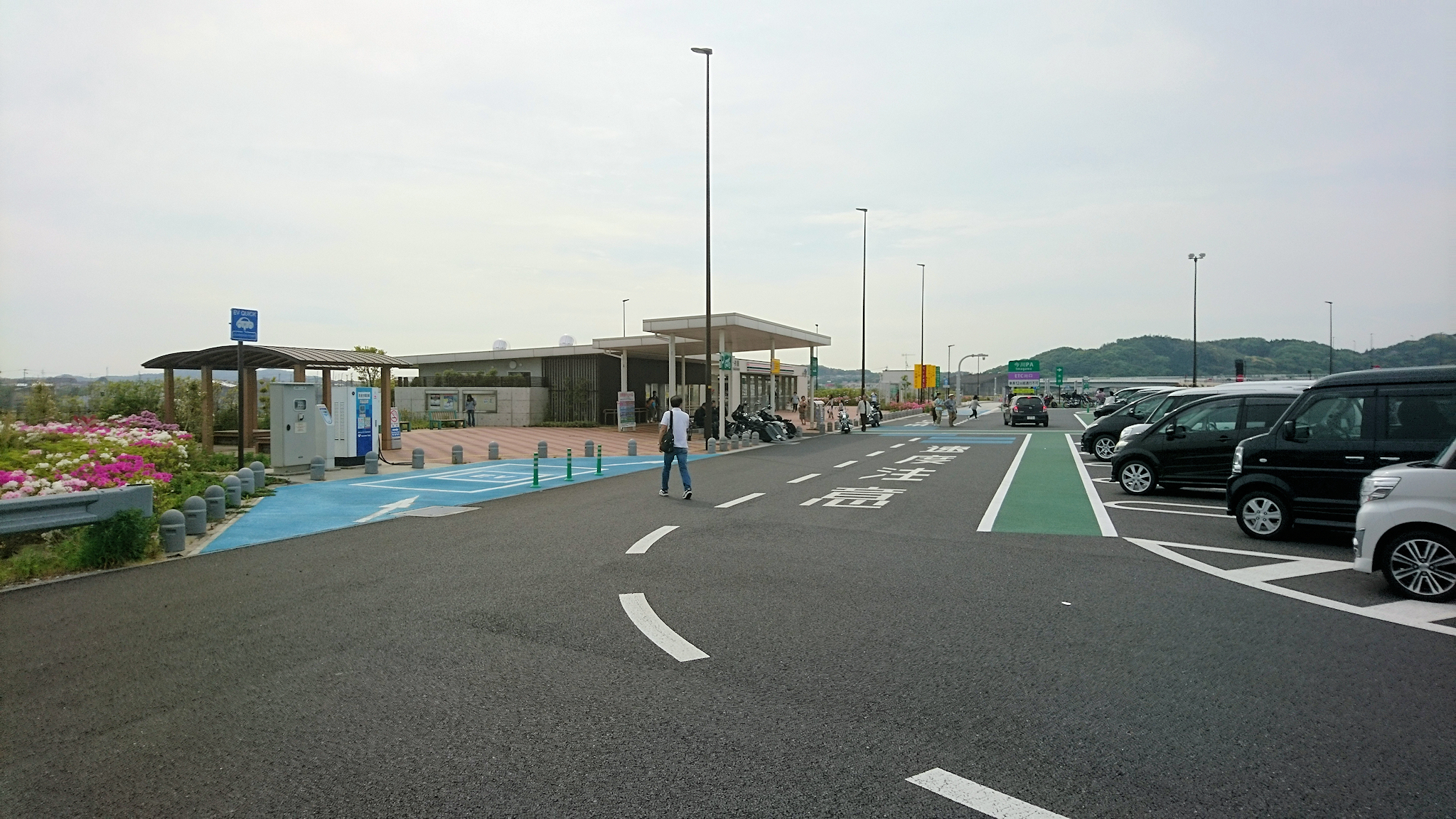
今川パーキングエリア

高速道路
- E10 東九州自動車道
  - （京都郡苅田町） - (2)行橋IC - (2-1)今川PA/SIC（行橋今川BS） - （京都郡みやこ町）

一般国道
- 国道10号
- 国道201号
- 国道496号（一部安川通り）

主要地方道
- 福岡県道25号門司行橋線（北九州市 - 行橋市 - 築上町）
- 福岡県道28号直方行橋線（行橋市 - 北九州市小倉南区）(小倉南区鱒淵~直方市上頓野間未開通
- 福岡県道34号行橋添田線（行橋市 - みやこ町 - 添田町）
- 福岡県道58号椎田勝山線（みやこ町 - 行橋市 - 築上町）
- 福岡県道64号苅田採銅所線（苅田町 - 行橋市 - 香春町）

一般県道
- 福岡県道211号行橋停車場線（行橋駅前通り）
- 福岡県道243号節丸新田原停車場線
- 福岡県道244号稲童新田原停車場線
- 福岡県道246号沓尾大橋線（行橋市役所通り）
- 福岡県道248号元永高瀬線
- 福岡県道249号中州平田線
- 福岡県道250号長尾稗田平島線
- 福岡県道251号天生田吉国線
- 福岡県道252号大久保行橋線
- 福岡県道253号上矢山中黒田線
- 福岡県道254号須磨園南原曽根線
- 福岡県道255号山口行橋線

### 港湾
市内に重要港湾・地方港湾はなく漁港のみがある。なお、隣接する苅田町に苅田港が整備されている。
祓川河口の沓尾漁港は江戸時代には小倉藩の周防灘沿岸地域における主要な湊として位置づけられており、年貢米輸送や要人の移動等に用いられた。長州征討の敗戦で企救郡を占領されて以降は小倉藩唯一の湊となり、戊辰戦争出兵兵力の輸送も沓尾港から行われている。また、現在の蓑島漁港も、江戸時代は蓑島浦と呼ばれ、廻船業で繁栄した（当時蓑島は陸続きではなく島だった）。

## 名所・旧跡・観光スポット・祭事・催事
- 御所ヶ谷神籠石 - 国指定史跡。
- ビワノクマ古墳 - 福岡県指定史跡。
- 仏山塾（水哉園）跡 - 福岡県指定史跡。
- 下検地楽 - 福岡県指定無形民俗文化財。

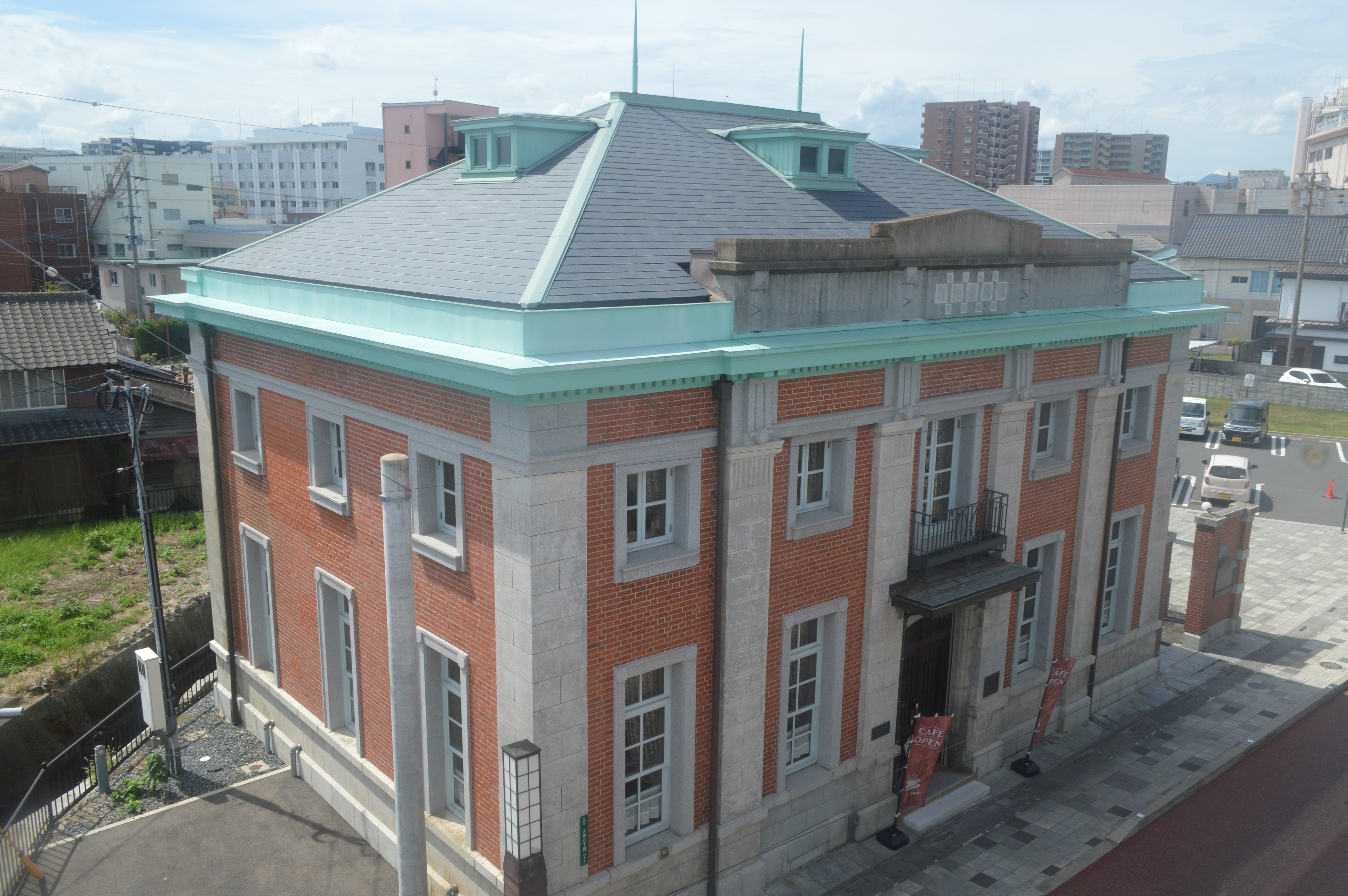
行橋赤レンガ館

- 今井祇園行事 - 福岡県指定無形民俗文化財。
- 椿市廃寺跡 - 行橋市指定史跡。
- 福原長者原官衙遺跡 - 行橋市指定史跡。
- 石並松林・石並古墳群
- 長井浜海水浴場
- 蓑島海水浴場
- 平尾台 - 北九州市・行橋市・苅田町・みやこ町・香春町に跨るカルスト台地。
- 行橋赤レンガ館（旧百三十銀行行橋支店） - 福岡県指定文化財。
- 海軍築城航空基地稲童掩体

## 出身者

### 政治家・実業家
- 末松謙澄 - 政治家・ジャーナリスト・歴史家。
- 藤田勇 - 新聞記者。東京毎日新聞社長。
- 幸後和壽 - 実業家。トクヤマ社長
- 椎木正和 - 実業家。三洋信販創業者
- 中山悦治 - 実業家。中山製鋼所創設者
- 神崎昌久 - 実業家。中山製鋼所社長
- 野本弘文 - 実業家。東急株式会社会長
- 光畑真樹 - クリエイティブディレクター、イベントプロデューサー、東京美人Project 総合プロデューサー、グローバルプロデュース代表取締役。

### 芸能・文化人
- 哲空 - 僧侶。
- 前田俊彦 - 社会運動家。
- 竹林紀雄 - 演出家・TVプロデューサー、文教大学教授。
- 竹下欣伸 - 作編曲家。
- 草刈正雄 - 俳優、育ちは小倉市なので小倉市出身とされる。
- 平谷悦郎 - 脚本家。
- 岡田鉄平 - ヴァイオリニスト、スギテツメンバー。
- 田中久美 - 歌手。

### スポーツ
- 江種辰明 - 柔道選手。
- 時久省吾 - プロサッカー選手。
- 二保旭 - プロ野球選手。
- 藤原大翔 - プロ野球選手。
- 米村尊 - バレーボール選手。
- 鳥井田淳 - スポーツトレーナー・コンディショニングコーチ。